# كورندوغ
الكورندوغ هو الهوتدوغ أي قطع السجق أو النقانق الأميركي المغطى بطبقة سميكة من خليط  دقيق الذرة 

## التحضير
الكورندوغ عامة يقدم كنوع من طعام الشارع أو وجبة سريعة. بعض من البائعين يقليه قبل تقديمه. الكورندوغ يمكن العثور عليه في تقريبا أي سوبرماركت في أميركا الشمالية حيث يباع مجمدا ويمكن اذابته وتسخينه قبل تقديمه. هذا النوع من الكورندوغ مسبق الصنع عادة يمكن تحضيره في فرن ميكروويف ولكن طبقة دقيق الذرة ستفتقد التركيبة الطيبة. يمكن تناول الكورندوغ بسيطا ويمكن إضافة الصلصات أو التوابل، وصلصة الخردل الأهم منهم.